# Enicospilus dryas
Enicospilus dryas là một loài tò vò trong họ Ichneumonidae.